# پستاندار دریایی

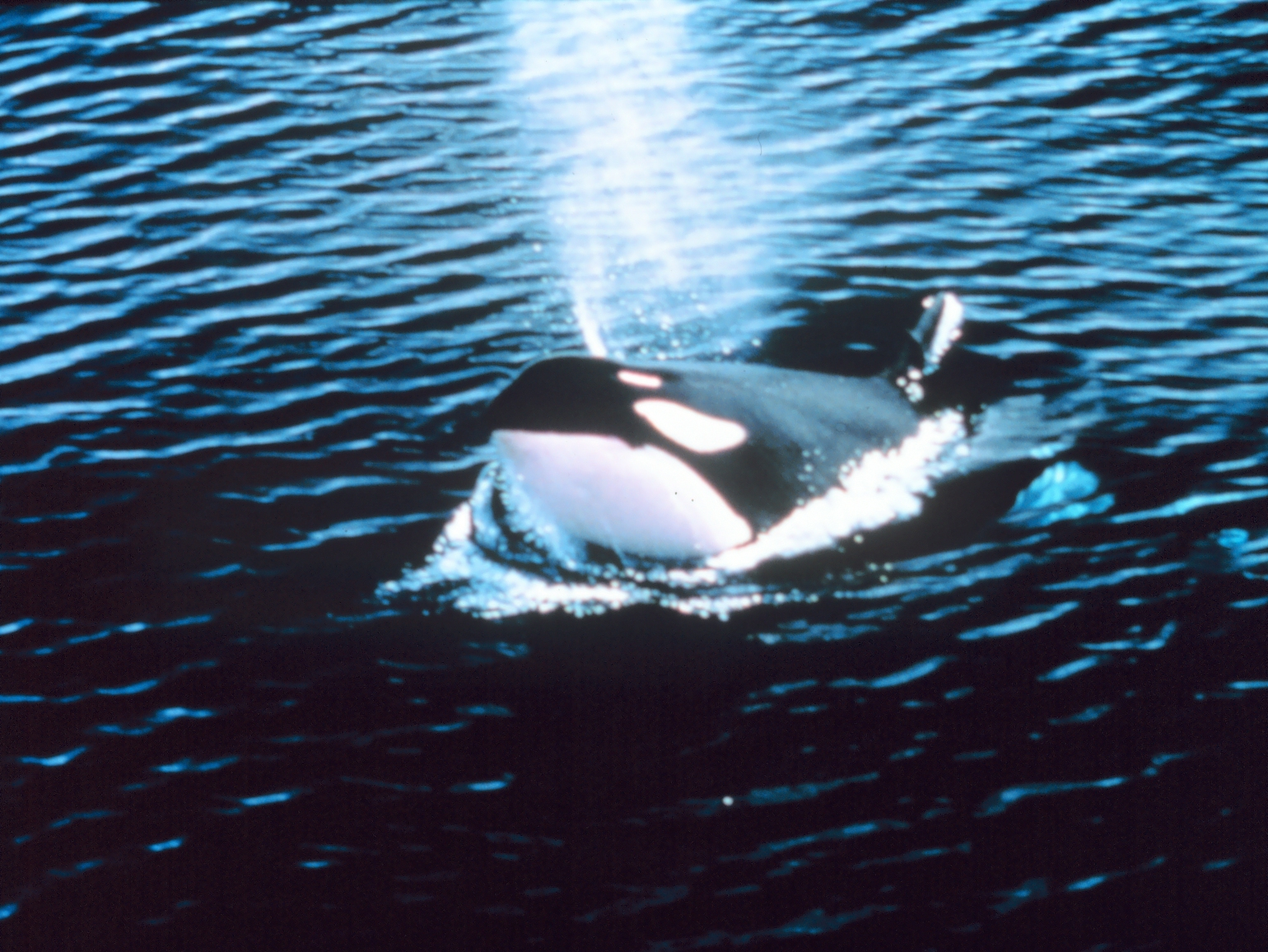
نهنگ قاتل، عضوی از آب‌بازسانان دندان‌دار

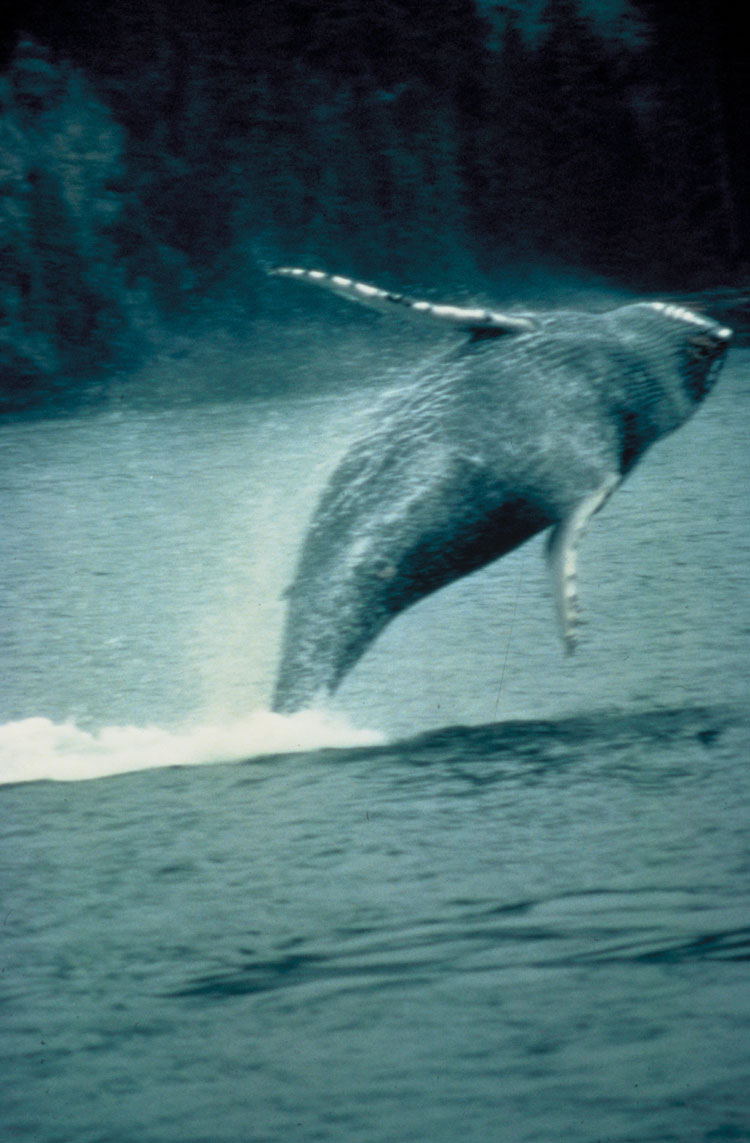
نهنگ گوژپشت، عضوی از نهنگان بی‌دندان

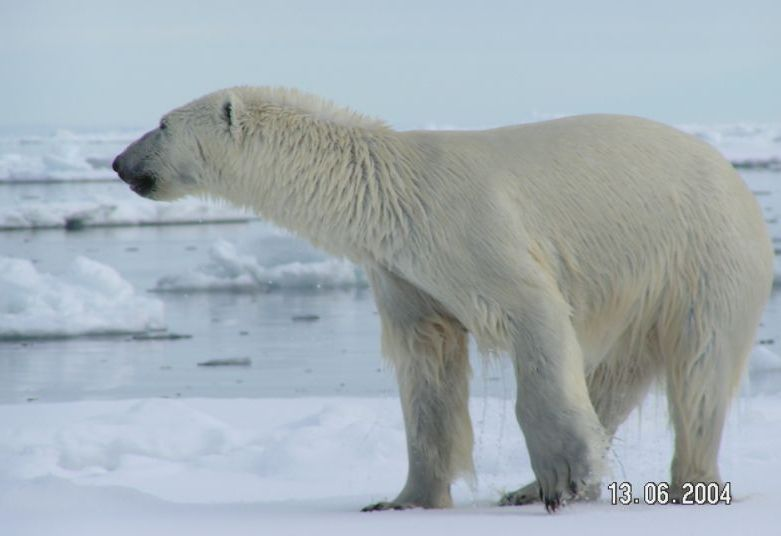
خرس قطبی

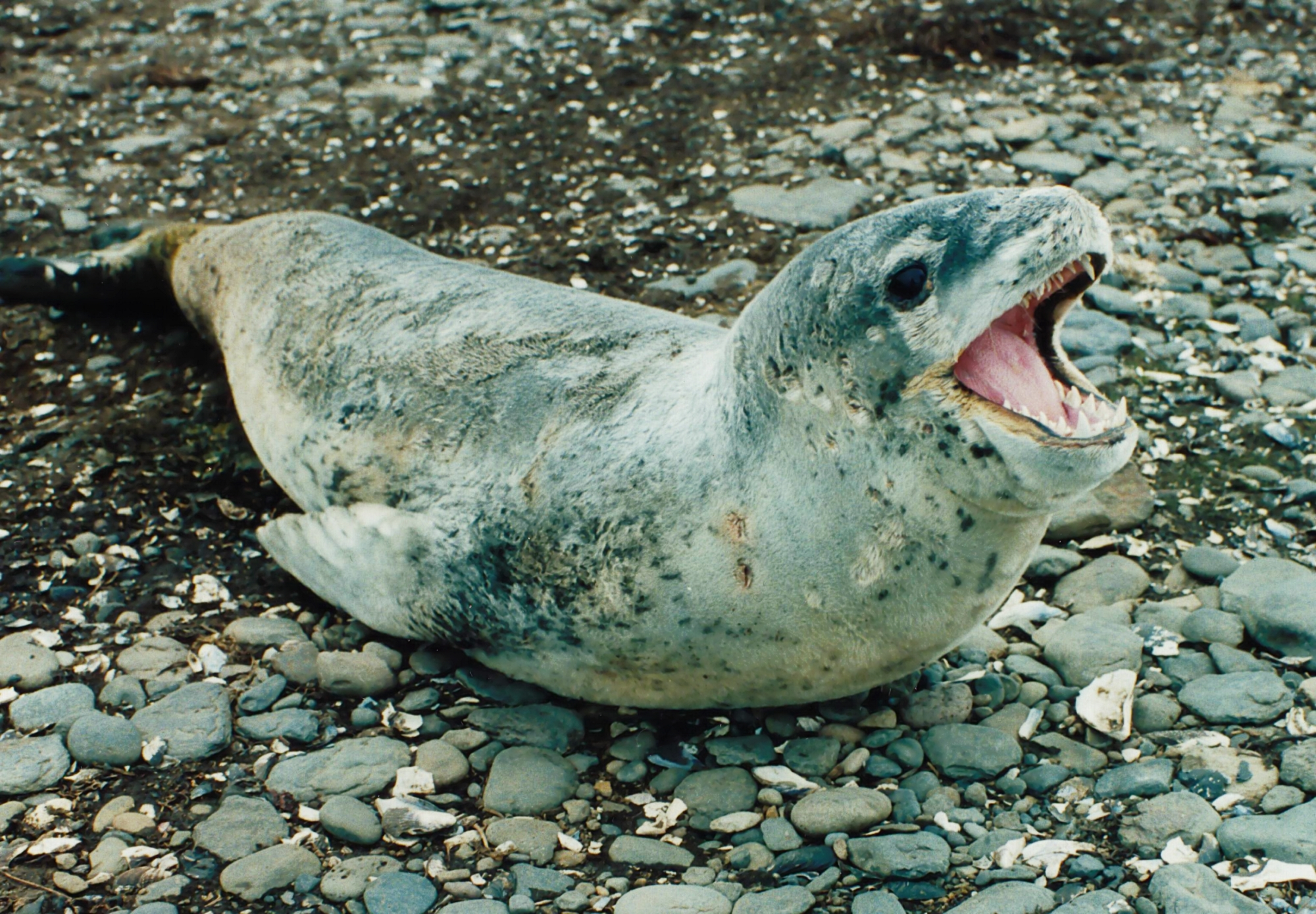
پلنگ دریایی

پستانداران دریایی به ۱۲۸ گونه مختلف از جانورانی که زندگی‌شان وابسته به اقیانوس‌ها است گفته می‌شود و شامل فُک‌ها و نهنگ‌ها و دلفین‌ها و گرازهای دریایی می‌شود. این جانوران جمعیت زیستی و نژادی یکسانی را تشکیل نمی‌دهند و تنها در وابستگی آنان به محیط آبی دریاها و اقیانوس‌ها برای زندگی، مشترک هستند. بیشتر پستانداران دریایی محدود به گستره کوچکی از زندگی نیستند و در طی سال مکان خود را عوض می‌کنند یا رفتارهای مهاجرتی در اطراف دو قطب زمین دارند. بیشتر این جانوران زیر بررسی‌های گوناگون قرار گرفته‌اند و اطلاعات فراوانی دربارهٔ آن‌ها در دست است؛ با این حال به دلایلی چون زندگی در محیط‌هایی که دسترسی به آن‌ها برای انسان سخت است، بعضی انواع پستانداران دریایی (مانند بعضی نهنگ‌های دندان‌دار) کمتر شناخته شده‌اند.

## انواع

### جانورانی که زندگیشان به‌طور کامل به آب وابسته است
این‌ها شامل آب‌بازسانان و گاودریاییان می‌شوند. آب‌بازسانان گوشتخوار هستند اما گاودریاییان از گیاهان تغذیه می‌کنند.
- آب‌بازسانان گروه یکسانی را تشکیل نمی‌دهند و خود به دو زیرراسته تقسیم می‌شوند:
  - نهنگان بی‌دندان که از چهار خانواده نهنگیان و نهنگان بزرگ‌باله و نهنگان خاکستری و نونهنگیان تشکیل می‌شوند.
  - نهنگان دندان‌دار که شامل چندین خانواده از جمله دلفین‌های اقیانوسی و گرازماهیان می‌شوند.
- گاودریاییان دارای دو گروه عمده هستند:
  - Manatee
  - Dugong

### جانورانی که بخشی از زندگیشان به آب وابسته است
آن‌ها برای استراحت و به دنیا آوردن بچه‌هایشان به بیرون از آب می‌آیند. آن‌ها گوشت‌خوار هستند و شامل گروه‌های زیر می‌شوند:
- خوک‌های دریایی که شامل فیل دریایی و پلنگ دریایی و شیر دریایی نیز می‌شوند.
- گراز دریایی.
- شنگ دریایی (سمور دریایی) و شنگ اقیانوسی.
- خرس قطبی.

## تغذیه
همهٔ پستانداران دریایی گوشت‌خوار هستند ولی گاودریایی در این میان استثنا به‌شمار می‌رود. آب‌بازسانان از سخت‌پوستان کوچک و کریل تا ماهی‌های بزرگ و ماهی مرکب تغذیه می‌کنند. بعضی همچون نهنگ قاتل دیگر پستانداران دریایی از جمله آب‌بازسانان غول‌پیکر را نیز طعمه خود می‌سازند.
گاوهای دریایی بیشتر گیاه‌خوار هستند ولی گاه بی‌مهرگان و ماهیان کوچک را نیز می‌خورند. خرس‌های قطبی خوک‌های دریایی را شکار می‌کنند و گاه به شکار نهنگ، از جمله نهنگ سفید، و پرندگان دریایی نیز می‌پردازند.